# San Justo megye (Santa Fe)
San Justo egy megye Argentína középpontjától északkeletre, Santa Fe tartományban. Székhelye San Justo.

## Népesség
A megye népessége a közelmúltban a következőképpen változott:
| Év   | Lakosság |
| ---- | -------- |
| 2001 | 40 295   |
| 2010 | 40 904   |